# بورسيرة بنمية
بورسيرة بنمية (الاسم العلمي:Bursera panamensis) هي نوع من النباتات تتبع جنس البورسيرة من الفصيلة البخورية.